# Tuco Salamanca
Tuco Salamanca es un personaje ficticio y secundario de las series de televisión estadounidenses Breaking Bad y Better Call Saul, interpretado por Raymond Cruz.
Es presentado como un narcotraficante de metanfetamina mexicano radicado en Alburquerque, Nuevo México; siendo uno de los mayores traficantes de la zona norte del Cartel de Juárez. Se caracteriza principalmente por su actitud compulsiva y agresiva en sus acciones, además de ser adicto a la metanfetamina.

## Biografía del personaje
Con el objetivo de conseguir un nuevo distribuidor de su droga, Walter White (Bryan Cranston) y Jesse Pinkman (Aaron Paul) acuden a él.
Tras una serie de sucesos, incluido un ataque de Tuco a Jesse (quien termina en un hospital con fracturas), tanto Tuco como Walter y Jesse finalmente llegan a un acuerdo para hacer negocio con las metanfetaminas producidas. 
En la segunda reunión sostenida entre Tuco y Walter y Jesse, en las cuales la pareja entregaba la mercancía y Tuco pagaba por ella, No Doze (Cesar Garcia), uno de los asistentes de Tuco, dice la frase “recuerden para quien trabajan”. La intervención de No Doze, que resulta insignificante para Walter y Jesse, termina enfadando profundamente a Tuco, quien argumenta que es un insulto a su inteligencia. Tras ello, Tuco, muy molesto, agrede fuertemente a No Doze hasta llevarlo a la agonía. No Doze finalmente muere y su cuerpo, por órdenes de Tuco a su otro asistente, Gonzo (Jesus Payan), es abandonado debajo de un auto en un depósito de automóviles (lugar donde se pactó la reunión).
Tras eso, Tuco comienza a temer por Walter y Jesse, quienes presenciaron el asesinato de No Doze. Al descubrir que Tuco está tras ellos, Walter y Jesse deciden hacer lo posible por protegerse, lo cual resulta inútil. 
Una noche, muy desesperado, Walter regresa a su casa y se encuentra con su esposa, Skyler (Anna Gunn). Tras no contestar una llamada de Jesse, Walter sale de su casa y encuentra a Jesse en su auto. En el auto también viaja Tuco, quien desde el asiento trasero le apunta con un arma a Jesse. Tuco le ordena a Walter que aborde el auto y a Jesse que lo conduzca.
Al día siguiente, Walter y Jesse descubren que están secuestrados en una vieja casa en el desierto. En esa casa habita Héctor Salamanca (Mark Margolis), un anciano exnarcotraficante y tío de Tuco. Estando allí, Tuco toma la decisión de llevarse de manera forzada a Walter y Jesse a México, para que trabajen para él en la producción de metanfetamina.
No obstante, tras dos intentos de envenenamiento a Tuco (uno descubierto por el anciano Héctor), se libra una pelea entre la pareja y Tuco. Tras esto, Tuco resulta herido, pero Walter y Jesse deciden no matarlo. 
Cuando intentaban huir, Walter y Jesse recuerdan que las llaves del auto las tenía Tuco. En seguida, observan que una camioneta se acerca a la casa, pensando equivocadamente que eran Leonel (Daniel Moncada) y Marco Salamanca (Luis Moncada), primos de Tuco y sobrinos de Héctor. Walter y Jesse deciden ocultarse.
Al final resulta que no eran los primos Salamanca sino Hank Schrader (Dean Norris), cuñado de Walter y agente de la DEA, quien llega al lugar tras localizar el auto de Jesse con un sistema GPS. 
Tras un enfrentamiento entre Hank y un moribundo Tuco, el narcotraficante muere tras recibir un tiro limpio en la cara.